# Дьяконовская (Верховажский район)
Дьяконовская — деревня в Верховажском районе Вологодской области.
Входит в состав Нижнекулойского сельского поселения, с точки зрения административно-территориального деления — в Нижнекулойский сельсовет.
Расстояние по автодороге до районного центра Верховажья — 37 км, до центра муниципального образования Урусовской — 1 км. Ближайшие населённые пункты — Урусовская, Ореховская, Босыгинская.
По переписи 2002 года население — 180 человек (81 мужчина, 99 женщин). Всё население — русские.